# National Security Agency

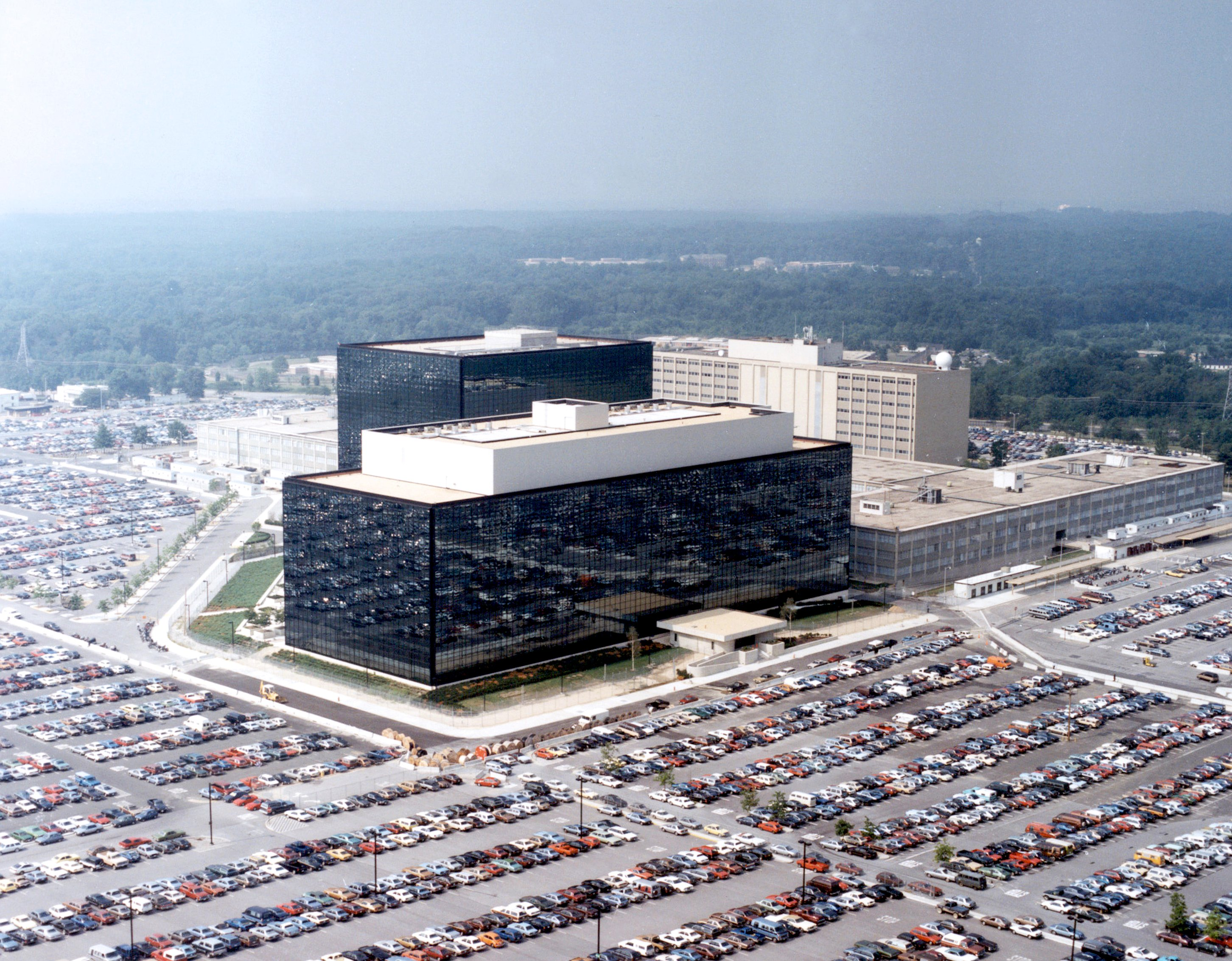
NSA:s högkvarter i Fort Meade.

National Security Agency (förkortat NSA), Nationella säkerhetsmyndigheten, är en federal myndighet i USA. Den lyder under försvarsdepartementet och är baserad i Fort Meade i Maryland, mellan Baltimore och Washington, D.C., längs motorvägen Patuxnet.

## Historia
Sedan grundandet den 4 november 1952 svarar myndigheten för USA:s signalspaning. Detta inkluderar avlyssning av/spaning via radio, telefon och internet och motsvarar därmed Försvarets radioanstalt, FRA, i Sverige. NSA upprätthåller också säkra (krypterade) kommunikationer för högt uppsatta befattningshavare. NSA:s existens har länge förnekats och USA:s regering har först på senare år erkänt att NSA existerar. NSA uppskattas ha cirka 30 000 anställda men det exakta antalet är hemligstämplat. Företaget SAIC är en stor underleverantör till NSA.
Under kalla kriget tillföll större delen av USA:s totala anslag för underrättelseverksamhet NSA och National Reconnaissance Office men sedan dess har de två överskuggats i anslag av CIA. Under USA:s krig mot terrorn har NSA:s verksamhet trots det utökats dramatiskt vilket speglas i en ökning i myndighetens finansiering på 53 % från 2004 till 2013. Av en underrättelsebudget på totalt 52,6 miljarder dollar år 2013 erhöll NSA 10,8 miljarder.

## Verksamhet
NSA har blivit känt och hårt kritiserat dels för Echelonprogrammet, men också i samband med avslöjandet av det hemliga övervakningsprogrammet Prism under 2013. Signalspaning på amerikanskt territorium regleras i Foreign Intelligence Surveillance Act som sedan 11 september-attackerna ändrats flera gånger för att ge myndigheterna ökade befogenheter. Trots detta har NSA brutit mot lagen tusentals gånger på ett par års tid genom olaglig informationsinhämtning via sin övervakning av världens internettrafik.
Mycket av NSA:s verksamhet sker inom ramen för det internationella UKUSA-samarbetet, kallat "Five Eyes", bestående av underrättelsetjänsterna i USA, Storbritannien, Kanada, Australien och Nya Zeeland.

### Övervakning på internet
Perioden 2008–2011 övervakades över 56 000 e-postmeddelanden årligen från personer utan koppling till terrorverksamhet vilket den hemliga specialdomstolen Foreign Intelligence Surveillance Court fann vara ett brott mot fjärde författningstillägget. Enligt NSA berodde detta på tekniska fel.
Enligt en promemoria från augusti 2013 meddelade NSA att de bara "kommer i kontakt med" ungefär 1,26 % (cirka 29 petabyte) av all data som behandlas över internet varje dag varav 0,025 % undersöks noggrannare. Siffrorna har kritiserats för att inte spegla hur stor andel av all data som är till exempel rent spam eller videotittande och inte kommunikation mellan människor. Trots det är det mer data än vad de största amerikanska börserna och internetjätten Google behandlar dagligen. Med hjälp av superdatorer, hacking av persondatorer och påtryckningar mot internetföretag har NSA lyckats få direkt tillgång till information på internet innan den ens hinner krypteras. Man spenderar också 250 miljoner dollar årligen på att i hemlighet säkerställa att nya internetbaserade produkter och tjänster innehåller svagheter som kan utnyttjas för dekryptering.
Kommersiella mål för NSA:s internetbaserade övervakning inkluderar Google, det statliga brasilianska oljeföretaget Petrobras och bankorganisationen SWIFT. Officiellt förnekas att NSA bedriver företagsspioneri.

### Övervakning av diplomatiska sändebud i USA
NSA bedriver hemlig informationsinsamling i FN-högkvarteret i New York i brott mot Konventionen rörande Förenta nationernas privilegier och immuniteter och 1947 års avtal mellan USA och FN som förbjuder spioneri på FN-högkvarterets internationella område. Sedan sommaren 2012 har man dekrypterat hundratals av FN:s interna videokonferenser. Sedan hösten 2012 har man även fått tillgång till planlösning och serverinformation för Europeiska Unionens legationer i New York och Washington, D.C..

### Övervakning utomlands
Omfattande avlyssning utomlands bedrivs genom spionprogrammet Special Collection Service som är ett samarbete mellan NSA och CIA. Special Collection Service består av ett nätverk av agenter utposterade på över 80 amerikanska ambassader och konsulat i främmande länder, i regel utan värdlandets tillåtelse. Dessa agenter använder ofta diplomatisk täckmantel för att kunna operera.
I oktober 2013 menade Der Spiegel i Tyskland att förbundskansler Angela Merkel förmodligen fått sin mobil avlyssnad av NSA, vilket föranledde att Merkel ringde och krävde en förklaring av USA:s president Barack Obama. Andra länders ledare vars personliga kommunikation misstänks ha avlyssnats inkluderar Brasiliens president Dilma Rousseff och Mexikos president Enrique Peña Nieto. Totalt 35 länders ledare ska ha avlyssnats men enligt en topphemlig promemoria gav projektet föga intressanta resultat. Mer allmän massövervakning utomlands har riktats mot invånare i bland annat Frankrike och Spanien.
I januari 2014 avslöjades att NSA har planterat mjukvara, som går under kodnamnet Quantum, i nästan 100 000 datorer världen över. Programmet gör att USA kan övervaka dessa datorer och använda dem för att genomföra cyberattacker.  Det avslöjades också att NSA har samlat in nästan 200 miljoner sms per dygn från mobiltelefoner i hela världen. Även via appar i mobiltelefoner kan NSA spionera.
Omfattande avlyssning utomlands sker genom spioninsamlingsprogrammet Special Collection Service, som är ett direkt samarbete mellan NSA och CIA. Specialinsamlingstjänsten består av ett nätverk av agenter som är stationerade vid över 80 amerikanska ambassader och konsulat i utlandet, vanligtvis utanför landet. Dessa agenter använder ofta diplomatisk skydd för att kunna verka.